# Evergreen Marine
Evergreen Marine (Chinees: 長榮海運 / 长荣海运, Hanyu pinyin: Chángróng Hǎiyǜn, Afk.: 長榮 / 长荣) is een grote containerrederij gevestigd in Taipei in Taiwan.
De rederij maakt deel uit van de Evergreen Group, waartoe een groot aantal logistieke en servicebedrijven behoren. De oprichter in 1968, Chang Yung-fa, was de president van het bedrijf tot aan zijn dood.

## Vloot
De schepen van Evergreen Marine zijn onderverdeeld in klassen en hebben meestal het woord "Ever" als voorvoegsel voor de werkelijke scheepsnaam. De namen beginnen met de eerste letter van de betreffende klasse. Een uitzondering vormt de klasse van gecharterde schepen, bijvoorbeeld de Thalassa Hellas-serie. De klassen bestaan uit verschillende aantallen zusterschepen. De lijst hieronder is incompleet.
| naam                                     | bouwjaren | aantal        | container- capaciteit (TEU) | scheepsbouwer                                      |
| ---------------------------------------- | --------- | ------------- | --------------------------- | -------------------------------------------------- |
| Evergreen C-klasse                       | 2005-2006 | 4 gecharterd  | 8.073                       | Mitsubishi Heavy Industries                        |
| Evergreen D-klasse                       | 1997-1998 | 8             | 4.211                       | Mitsubishi Heavy Industries                        |
| Evergreen L-klasse                       | 2012-2015 | 30            | 8.452                       | Samsung Heavy Industries, CSBC Corporation         |
| Evergreen R-klasse                       | 1994-1995 | 5             | 4.229                       | Mitsubishi Heavy Industries, Onomichi Dockyard Co. |
| Evergreen S-klasse                       | 2005-2007 | 10            | 7.024                       | Mitsubishi Heavy Industries                        |
| Evergreen U-klasse                       | 1999-2000 | 14            | 5.662                       | Mitsubishi Heavy Industries                        |
| Thalassa-Hellas-klasse                   | 2013-2014 | 10 gecharterd | 13.800                      | Hyundai Heavy Industries                           |
| Triton-klasse                            | 2016      | 5 gecharterd  | 14.424                      | Mitsubishi Heavy Industries                        |
| Tampa Triumph-klasse                     | 2017      | 5             | 13.656                      | Imabari Shipbuilding                               |
| Evergreen B-klasse                       | 2017-2019 | 20            | 2.867-2.881                 | CSBC Corporation, Imabari Shipbuilding             |
| Evergreen 20.000 TEU-type (Golden-class) | 2018-2019 | 11            | 20.000                      | Imabari Shipbuilding, Saijo/Marugame               |
| Evergreen F-klasse                       | 2020-     | 20            | 11.8650-12.188              | Samsung Heavy Industries, Imabari Shipbuilding     |